# 新安德里伊夫卡 (第聶伯羅區)
47°58′22″N 34°34′46″E / 47.97278°N 34.57944°E
新安德里伊夫卡（烏克蘭語：Новоандріївка）是烏克蘭中部的村莊，隸屬第聶伯羅彼得羅夫斯克州第聶伯羅區的新波克羅夫卡市鎮。該村距離丘馬基、克鲁滕凯1公里和克里尼奇基1.5公里，海拔高度107米，2001年人口109。